# Small Five (Wattenmeer)
Als Small Five (englisch für „kleine Fünf“) bezeichnen Forscher und die Nationalparkverwaltungen Wattenmeer die fünf bedeutsamsten Tiere im Wattenmeer. Sie sind das Werbesymbol für das Weltnaturerbe Wattenmeer.
Gemeint sind der Wattwurm (Arenicola marina), die Gemeine Herzmuschel (Cerastoderma edule), die Gemeine Strandkrabbe (Carcinus maenas), die Gemeine Wattschnecke (Hydrobia ulvae) und die Nordseegarnele (Crangon crangon).
Diese Tiere tragen wesentlich zum Umsatz von Biomasse bei. Sie fressen kleinstes Plankton und Algen, die im Wasser und auf der Oberfläche des Wattes leben. Anderseits dienen sie als Nahrungsgrundlage für Vögel und Fische.

„Die kleinen Fünf“
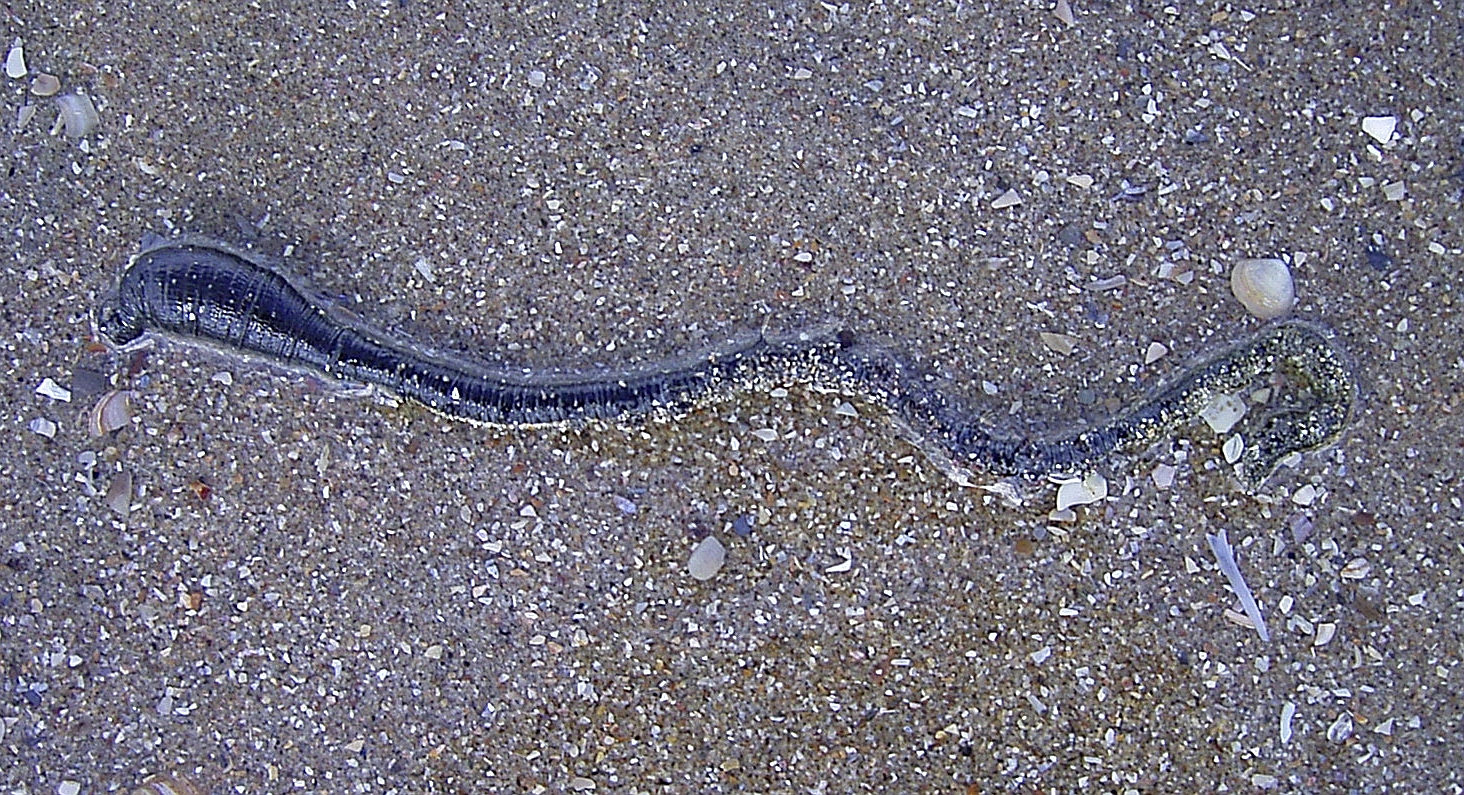
Wattwurm (Arenicola marina)
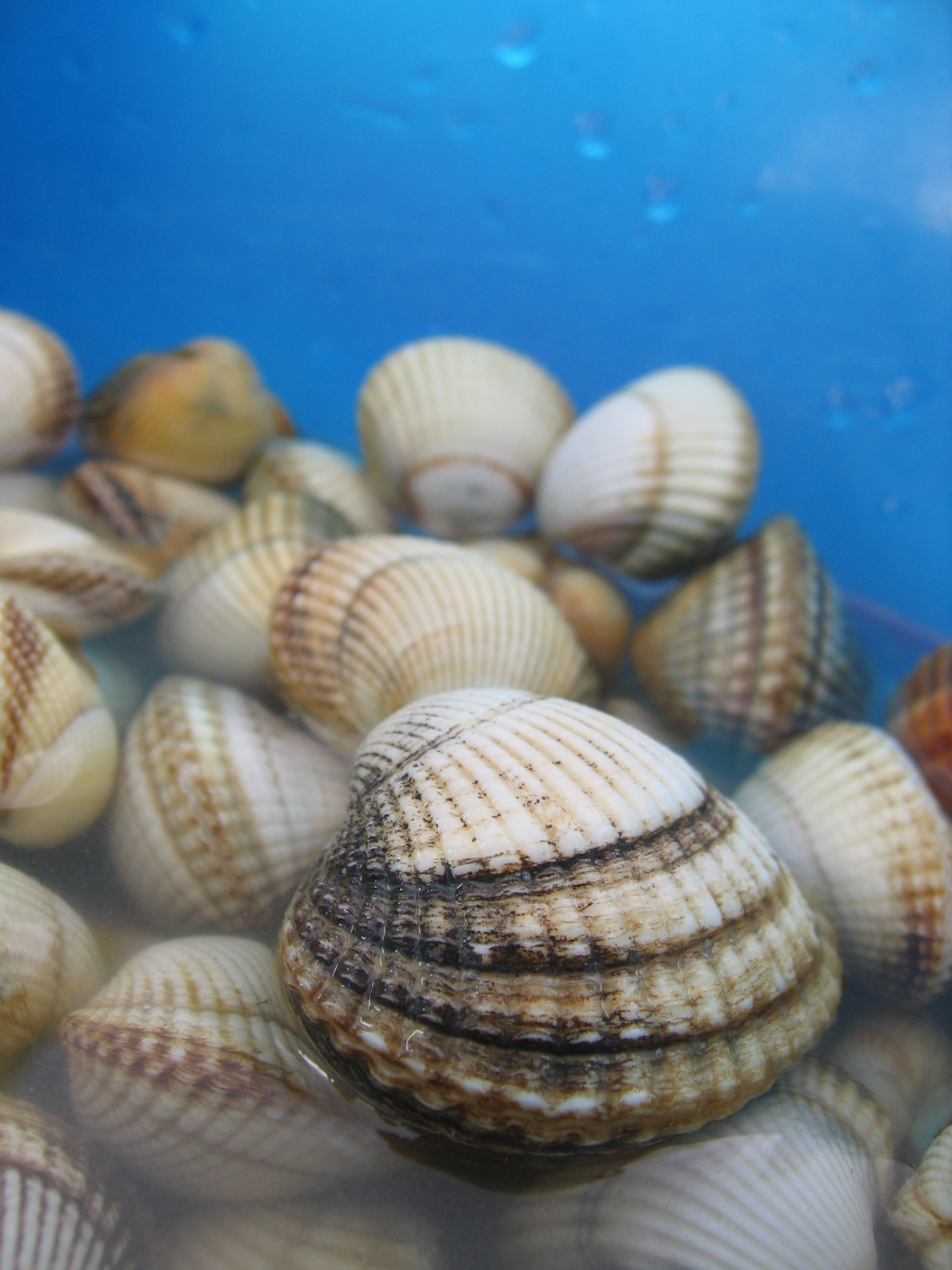
Gemeine Herzmuschel (Cerastoderma edule)
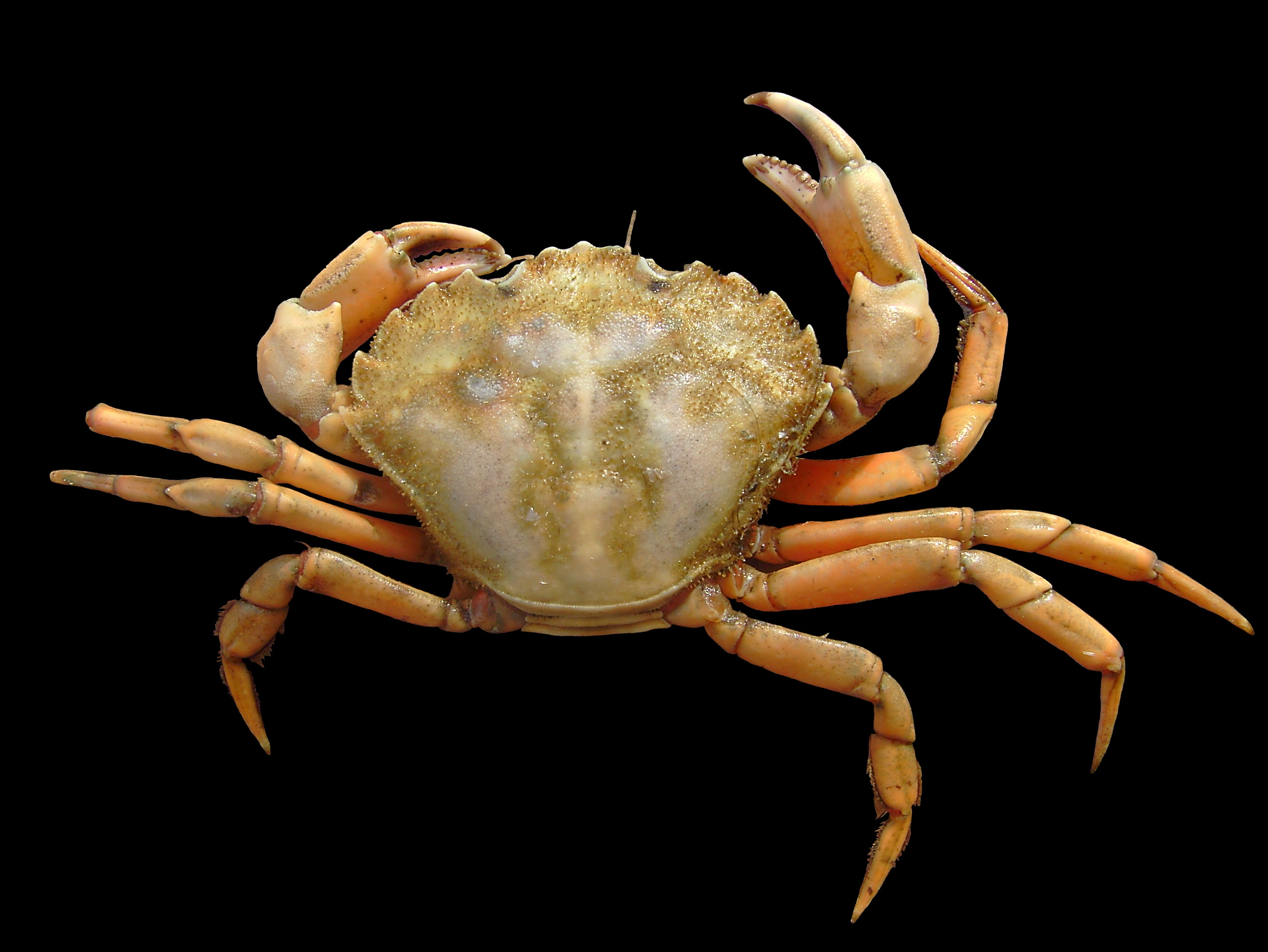
Gemeine Strandkrabbe (Carcinus maenas)
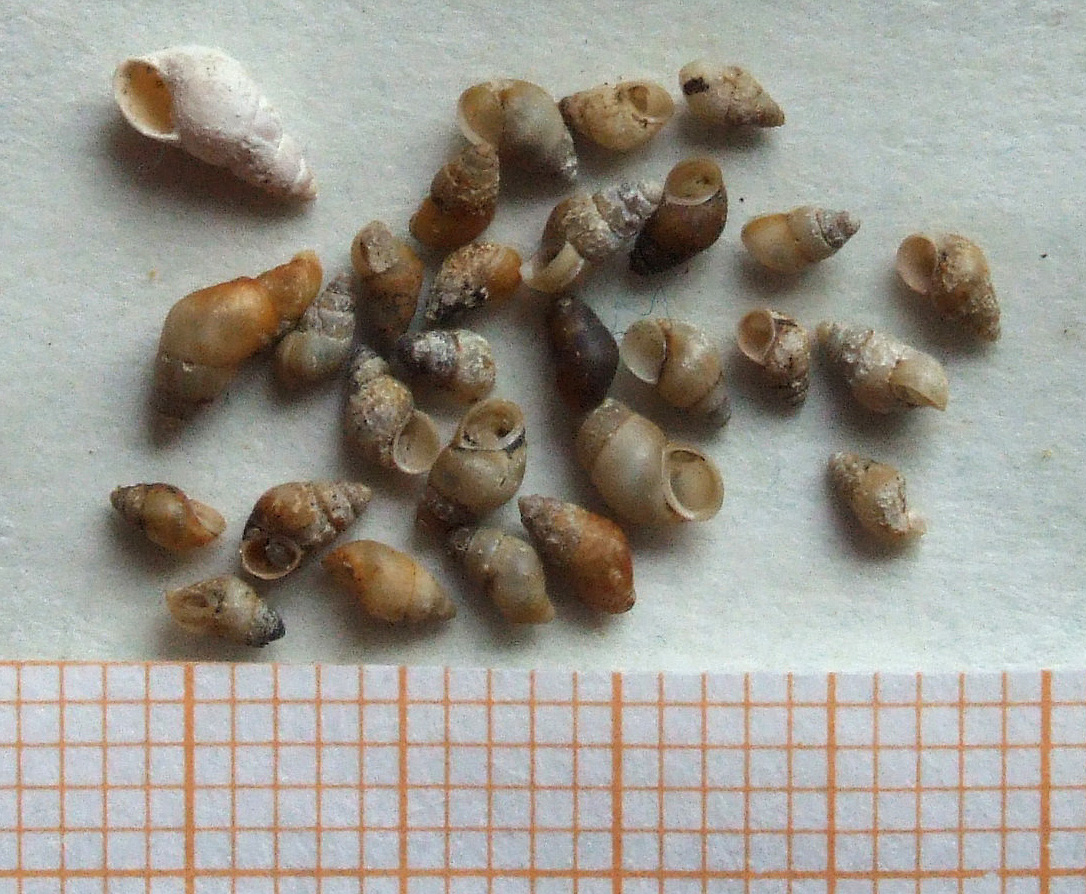
Gemeine Wattschnecke (Hydrobia ulvae)
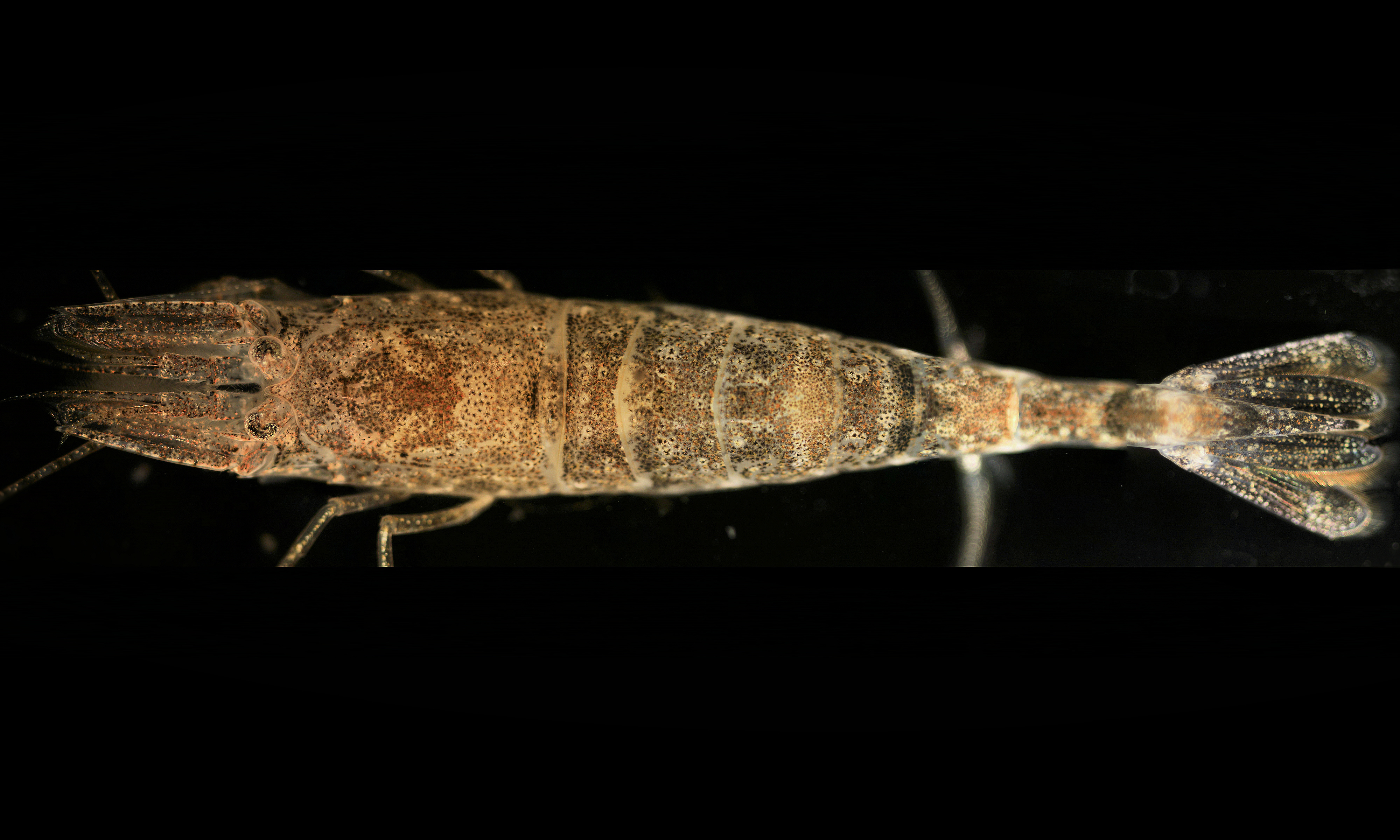
Nordseegarnele (Crangon crangon)